# Patellariaceae
Die Patellariaceae sind eine Familie der Schlauchpilze, die alleine die Ordnung Patellariales bilden.

## Merkmale
Die Patellariaceae haben im Gegensatz zu den meisten übrigen Familien der Dothideomycetes schüsselförmige Fruchtkörper, wobei zumindest Arten der Gattungen Hysteropeltella und Hysteropatella schiffchenförmige Fruchtkörper bilden. Die Fruchtkörper sind im jungen Zustand geschlossen und öffnen sich bei Reife. Sie besitzen keinen Stiel oder Fuß, sind becher-, scheiben- oder zylinderförmig, manchmal mit eingerolltem Rand und sind dunkel gefärbt mit kohleartigen Zellen. Der Rand des Fruchtkörpers, das Excipulum ist pseudoparenchymatisch, dickwandig mit dunkelbraunen, isodiametrischen Zellen in den äußeren Schichten und blass- bis hellbraunen Zellen in den inneren Wand- und basalen Zellschichten. Das Hypothecium, das Gewebe direkt unter der Fruchtschicht, ist pseudoparenchymatisch oder prosenchymatisch. Das Hamathecium, das Gewebe zwischen den Schläuchen, besteht aus Paraphysen oder paraphysenähnlichen Hyphen. Sie sind amyloid oder inamyloid. Die Schläuche sind achtsporig, bitunikat, fissitunikat (das heißt, der Schlauch fährt teleskopartig aus), zylindrisch bis keulig, gestielt, am Scheitel abgerundet mit einer augenähnlichen Kammer, amyloid oder inamyloid. Die Sporen sind zwei- bis dreireihig, wobei sie sich überlappen. Sie sind in ihrer Form unterschiedlich von eiförmig oder keulig bis länglich. Sie haben nur eine (euseptat) oder zwei (distoseptat) Zellwände, wobei die innere Zellwand dick ist und das Zelllumen deutlich reduziert. Sie haben eine bis sechs Septen, manchmal sind sie mauerförmig, durchscheinend oder hellbraun. Eine Nebenfruchtform ist nur von Holmiella sabina bekannt.

## Lebensweise
Die bekannten Arten der Patellariaceae leben saprob auf Totholz in terrestrischen Habitaten. Möglicherweise gibt es auch flechtenbildende Arten in manchen Gattungen.

## Systematik und Taxonomie
Die Patellariaceae wurden als Familie bereits 1838 von August Karl Joseph Corda beschrieben, die Ordnung allerdings erst 1986 von David Leslie Hawksworth und Ove Erik Eriksson. Die Typusgattung ist Patellaria.
Zurzeit (Stand Mai 2018) zählen folgende 21 Gattungen zur Familie:
- Baggea
- Banhegyia
- Colensoniella
- Endotryblidium
- Glyphium
- Haematomyxa
- Hysteropatella
- Hysteropeltella
- Lahmiomyces
- Rimula
- Holmiella
- Lecanidiella
- Lirellodisca
- Murangium
- Patellaria
- Poetschia
- Pseudoparodia
- Rhizodiscina
- Schrakia
- Stratisporella
- Tryblidaria